# Francisco De Rioja
Francisco De Rioja (Siviglia, 1583 – Madrid, 1659) è stato un poeta spagnolo, del Barocco.
Canonico della Cattedrale di Siviglia, fu membro della Sacra inquisizione. Ebbe contatti con Lope de Vega, Juan Pérez de Montalbán, Cervantes e molte personalità dell'aristocrazia; fu bibliotecario di Filippo IV e cronista di Castiglia.